# Eois neclas
Eois neclas là một loài bướm đêm trong họ Geometridae.